# Atheta pseudopittionii

Atheta pseudopittionii  (лат.) — вид коротконадкрылых жуков из подсемейства Aleocharinae. Канада.

## Распространение
Встречается в провинции Саскачеван (Канада).

## Описание
Мелкие коротконадкрылые жуки, длина тела 1,9 — 2,0 мм. Основная окраска чёрная (лапки желтоватые). Усики 11-члениковые, прикрепляются у внутреннего края глаз. Средние и задние лапки 5-члениковые (передние 4-члениковые). Видовое название происходит от имени сходного европейского жука Atheta pittionii, от которого отличается более широкими и вытянутыми надкрыльями и строением гениталий. Вид был впервые описан в 2016 году канадскими энтомологами Яном Климашевским (Jan Klimaszewski; Laurentian Forestry Centre, Онтарио, Канада) и Дэвидом Ларсоном (David J. Larson).